# Skoazell Vreizh
Skoazell Vreizh (« Secours breton ») est une organisation humanitaire bretonne venant en aide aux militants bretons.

## Historique
Yann Choucq est l'initiateur de Skoazell Vreizh qu'il fonde avec Xavier Grall et Gwenc'hlan Le Scouëzec le 24 janvier 1969. Le mois suivant, cinq comités locaux voient le jour : Lannion, Nantes, Rennes, Saint-Brieuc et Paris. Elle a été présidée par Pierre Roy pendant de nombreuses années puis par Pierre Loquet de 1978 à 2006. Actuellement, le président est Jérôme Bouthier qui a lui-même été un « prisonnier politique breton ». Michel Herjean, secrétaire général de l’association, démissionne avec une partie du CA pour des divergences au niveau du fonctionnement de l’association en 2003.
Cette organisation humanitaire se donne comme objectif de « venir en aide aux familles des prisonniers politiques bretons » (personnes suspectées de terrorisme), à « toute personne qui commet un acte militant breton puni par la justice française ». Dès qu'un militant est arrêté, Skoazell Vreizh prend contact avec sa famille, pour régler tous les frais d'avocat et verser de l'argent aux femmes et aux enfants en cas d'incarcération.
Depuis la dernière vague d'attentats du Front de libération de la Bretagne dans les années 1970 et l'amnistie de 1981, Skoazell Vreizh, aidait surtout les membres de Stourm ar Brezhoneg. Les dossiers sont devenus plus sérieux dans les années 1990, avec les procès d'une centaine de Bretons suspectés d'avoir hébergé des Basques présentés par la police comme membres d'ETA : de 1992 à 1999, Skoazell Vreizh a dépensé plus de 1 million de francs en frais d'avocat[réf. nécessaire]. Ses ressources financières proviennent des dons volontaires ou des collectes lors des festoù-noz et concerts de musique.
L’association publie une lettre d’information bimestrielle : Kannadig.